# 陸上自衛隊第8師團

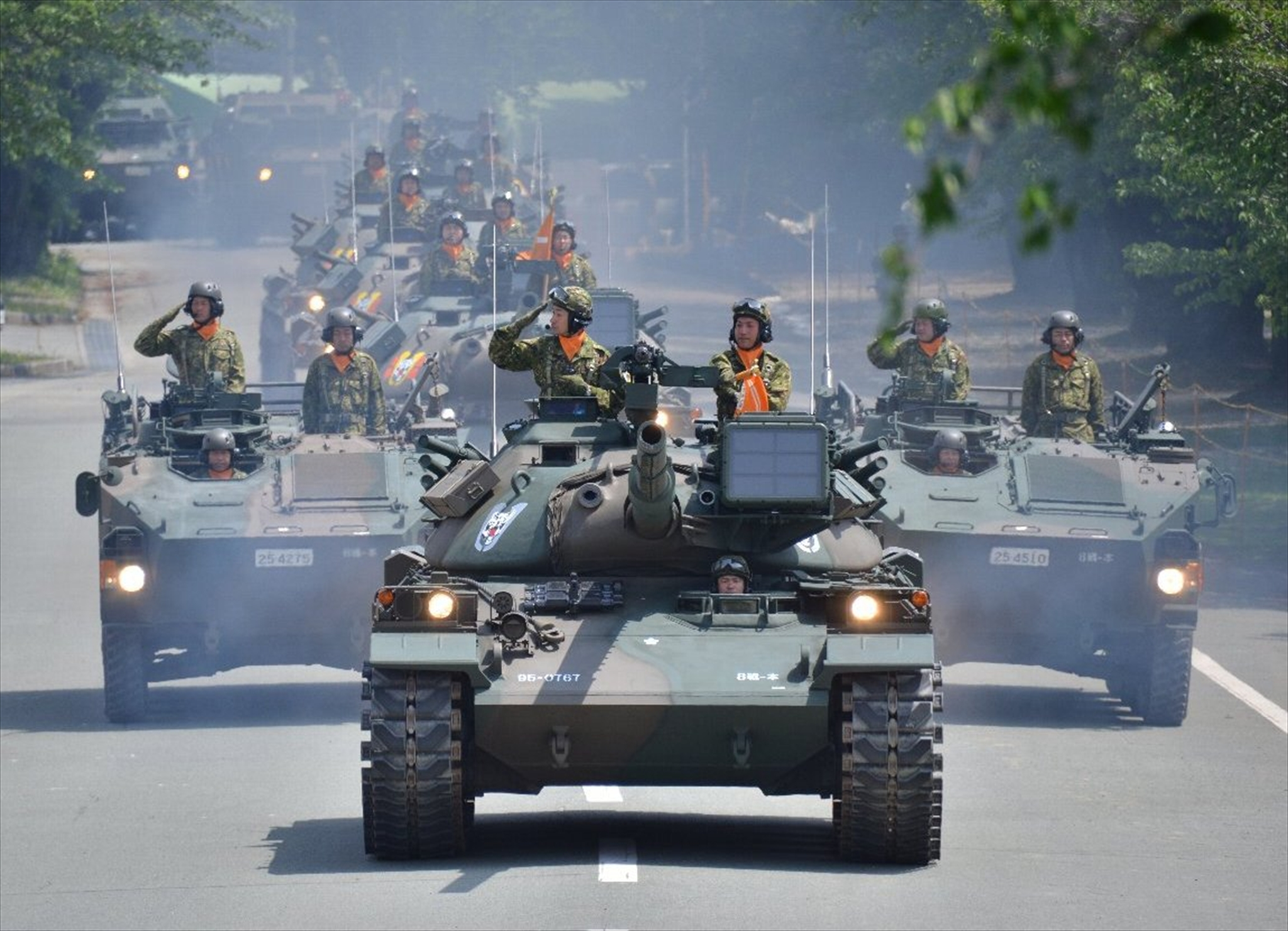
北熊本基地56周年閱兵

第8師團（日语：第8師団）是日本陸上自衛隊九個主要師團之一，直屬於西部方面隊，主要部隊駐紮於熊本縣，其任務為防衛熊本縣、鹿兒島縣及宮崎縣等行政區域。
第8師團創設於1962年1月18日。

## 組織架構
- 北熊本駐屯地（日语：北熊本駐屯地）（熊本縣熊本市北区）
  - 師团司令部及师部附属隊
  - 第42快速反应機動联队（日语：第42即応機動連隊）
  - 第8後方支援联队（日语：第8後方支援連隊）
  - 第8高射特科大隊（日语：第8高射特科大隊）
  - 第8通信大隊（日语：第8通信大隊）
  - 第8偵察隊（日语：第8偵察隊）
  - 第8特殊武器防護隊
  - 第8情報隊
  - 第8音乐隊
- 国分駐屯地（日语：国分駐屯地）（鹿儿岛县霧島市）
  - 第12普通科联队（日语：第12普通科連隊）
- 都城駐屯地（日语：都城駐屯地）（宮崎縣都城市）
  - 第43普通科联队（日语：第43普通科連隊）
- 奄美駐屯地（鹿儿岛县奄美市）
  - 奄美警備隊（日语：奄美警備隊）（隊部及後方支援隊）
- 瀬戶內分屯地（日语：瀬戸内分屯地）（鹿儿岛县瀨戶內町）
  - 奄美警備隊（日语：奄美警備隊）（普通科中隊）
- 玖珠駐屯地（日语：玖珠駐屯地）（大分县玖珠郡玖珠町）
  - 西部方面対舟艇対戦車隊（日语：西部方面対舟艇対戦車隊）
- 川内駐屯地（日语：川内駐屯地）（鹿儿岛县薩摩川內市）
  - 第8设施大隊（日语：第8施設大隊）
- 高遊原分屯地（日语：高遊原分屯地）（熊本縣上益城郡益城町、熊本機場）
  - 第8飛行隊（日语：第8飛行隊 (陸上自衛隊)）

第8師團所属第8戰車大隊（戰車營）位於玖珠町，擁有四個中隊（連）的74式戰車；第10戰車大隊，位於健軍町，在2000年前解編前主要使用61式戰車；第8特科联队（砲兵團）位於熊本市，第1特科大隊、第2特科大隊、第3特科大隊、第4特科大隊各擁有兩個特科中隊的155釐米FH-70野戰炮，第5特科大隊擁有四個特科中隊的155釐米FH-70野戰炮；第8偵察隊位於熊本市，裝備87式偵察裝甲車；第8高射特科大隊（防空炮營）位於熊本市，配備81式及93式近距離地對空導彈；第8設施大隊（工兵營）位於薩摩川內市；第8飛行隊位於益城町，主要配備為UH-1J及OH-6D直升機。

## 註記
1. ↑  Altaya's Los más extraordinarios carros de combate, instalment nº30, pages 353-358

## 外部連結
- 第8師團官方網站 （页面存档备份，存于） (Japanese)